# Боанвилије
Боанвилије (фр. Boinvilliers) насеље је и општина у Француској у региону Париски регион, у департману Ивлен која припада префектури Мант ла Жоли.
По подацима из 2011. године у општини је живело 264 становника, а густина насељености је износила 78 становника/km². Општина се простире на површини од 3,59 km². Налази се на средњој надморској висини од 125 метара (максималној 151 m, а минималној 75 m).

## Демографија
| 1962. | 1968. | 1975. | 1982. | 1990. | 1999. | 2011. |
| ----- | ----- | ----- | ----- | ----- | ----- | ----- |
| 109   | 95    | 159   | 195   | 234   | 280   | 264   |

График промене броја становника у току последњих година